# Leptochilus festae
Leptochilus festae är en stekelart som först beskrevs av Giovanni Gribodo 1925.
Leptochilus festae ingår i släktet Leptochilus och familjen Eumenidae. Inga underarter finns listade i Catalogue of Life.